# Pycnosteus
Pycnosteus é um gênero extinto de peixes sem mandíbula surgido no Devoniano. Pensa-se que este gênero tenha navegado através da vegetação, comendo pequenos invertebrados soltos.